# ? (album Hey)
? – album studyjny zespołu Hey wydany w 1995 roku, na który złożyły się nagrania z EP Heledore oraz nowe nagrania. Została przygotowana także jego anglojęzyczna wersja, wydana w 2010.
Album osiągnął status platynowej płyty.

## Lista utworów

### Wersja podstawowa
Źródło.
| Nr  | Tytuł utworu                       | Słowa              | Muzyka             | Długość |
| --- | ---------------------------------- | ------------------ | ------------------ | ------- |
| 1.  | „Wczesna jesień”                   | Katarzyna Nosowska | Piotr Banach       | 4:45    |
| 2.  | „Dorosłość jak początek umierania” | Katarzyna Nosowska | Piotr Banach       | 3:27    |
| 3.  | „Prawda”                           | Katarzyna Nosowska | Piotr Banach       | 4:40    |
| 4.  | „I don't know”                     | Katarzyna Nosowska | Piotr Banach       | 3:41    |
| 5.  | „Anioł”                            | Katarzyna Nosowska | Piotr Banach       | 4:34    |
| 6.  | „Kropla”                           | Katarzyna Nosowska | Piotr Banach       | 3:08    |
| 7.  | „r.e.r.e.”                         | Katarzyna Nosowska | Marcin Żabiełowicz | 3:38    |
| 8.  | „As Raindrops Fell”                | Katarzyna Nosowska | Piotr Banach       | 3:20    |
| 9.  | „Musli”                            | Katarzyna Nosowska | Piotr Banach       | 2:54    |
| 10. | „List”                             | Katarzyna Nosowska | Jacek Chrzanowski  | 4:40    |
| 11. | „Fire Of My Soul”                  | Katarzyna Nosowska | Piotr Banach       | 3:00    |
| 12. | „Heledore babe”                    | Katarzyna Nosowska | Marcin Żabiełowicz | 3:45    |
| 13. | „je-łe”                            | Katarzyna Nosowska | Piotr Banach       | 3:00    |
| 14. | „Just another day”                 | Katarzyna Nosowska | Piotr Banach       | 2:59    |
| 15. | „Gdy mnie sen zmorzy”              | Katarzyna Nosowska | Piotr Banach       | 4:08    |
|     |                                    |                    |                    | 55:39   |

### Wersja anglojęzyczna
| Nr  | Tytuł utworu         | Długość |
| --- | -------------------- | ------- |
| 1.  | „Early Winter”       | 4:45    |
| 2.  | „Day Of Maturity”    | 3:27    |
| 3.  | „Between”            | 3:31    |
| 4.  | „Snow White Complex” | 4:34    |
| 5.  | „Empty Page”         | 4:09    |
| 6.  | „Guardian Angel”     | 4:45    |
| 7.  | „I Don't Know”       | 3:40    |
| 8.  | „Drops”              | 3:08    |
| 9.  | „As Raindrops Fell”  | 2:59    |
| 10. | „A Letter”           | 4:30    |
| 11. | „Yeah - Well”        | 2:53    |
| 12. | „Just Another Day”   | 2:53    |
| 13. | „Heledore Baby”      | 3:42    |
| 14. | „Muesli”             | 2:12    |
| 15. | „Fire Of My Soul”    | 3:28    |
| 16. | „Have A Nice Day”    | 3:33    |
|     |                      | 58:09   |

## Twórcy
Źródło
- Katarzyna Nosowska – śpiew
- Piotr Banach – gitara
- Marcin Żabiełowicz – gitara
- Jacek Chrzanowski – gitara basowa
- Robert Ligiewicz – perkusja
- Leszek Kamiński – realizacja dźwięku, produkcja muzyczna, mastering
- Julita Emanuiłow – mastering
- Izabelin Studio – produkcja
- Maria & Łukasz „Thor” Dziubalscy – zdjęcia, projekt graficzny i realizacja
- Marlena Bielińska – zdjęcia zespołu